# Claire Donahue
Claire Christine Donahue (* 12. Januar 1989 in Dallas, Texas) ist eine ehemalige Schwimmerin aus den Vereinigten Staaten. Sie gewann bei Olympischen Spielen und bei Weltmeisterschaften jeweils eine Goldmedaille sowie bei Panamerikanischen Spielen zwei Goldmedaillen.

## Sportliche Karriere
Claire Donahue wuchs in Tennessee auf und schwamm für das Blount Area Swim Team. Sie studierte an der Western Kentucky University und schwamm für deren Sportteam. Nach ihrer Graduierung wurde sie Schwimmprofi.
2011 bei den Panamerikanischen Spielen in Guadalajara gewann Donahue den Titel über 100 Meter Schmetterling. In der 4-mal-100-Meter-Lagenstaffel siegten Rachel Bootsma, Annie Chandler, Claire Donahue und Amanda Kendall mit über sechs Sekunden Vorsprung vor den Kanadierinnen.
Im Jahr darauf bei den Olympischen Spielen in London trat Donahue zunächst über 100 Meter Schmetterling an. Sie schwamm die siebtbeste Vorlaufzeit und war Fünfte im Halbfinale. Im Endlauf schlug sie als Siebte an mit einer halben Sekunde Rückstand auf Bronze. Olympiasiegerin wurde ihre Landsfrau Dana Vollmer. In der 4-mal-100-Meter-Lagenstaffel erreichten Rachel Bootsma, Breeja Larson, Claire Donahue und Jessica Hardy das Finale mit der viertschnellsten Vorlaufzeit. Im Endlauf waren Missy Franklin, Rebecca Soni, Dana Vollmer und Allison Schmitt fast sieben Sekunden schneller als die Vorlaufstaffel und stellten in 3:52,05 Minuten einen neuen Weltrekord auf. Wie seit 1984 üblich erhielten alle acht beteiligten Schwimmerinnen aus den Vereinigten Staaten eine Goldmedaille. Ende des Jahres bei den Kurzbahnweltmeisterschaften 2012 in Istanbul wurde Donahue Sechste über 50 Meter Schmetterling und Fünfte über 100 Meter Schmetterling. In der 4-mal-100-Meter-Lagenstaffel belegten Olivia Smoliga, Jessica Hardy, Claire Donahue und Megan Romano den dritten Platz hinter den Däninnen und den Australierinnen.
2013 belegte Donahue bei den Weltmeisterschaften in Barcelona den achten Platz über 100 Meter Schmetterling. In der 4-mal-100-Meter-Lagenstaffel schwammen Elizabeth Pelton, Breeja Larson, Claire Donahue und Shannon Vreeland die schnellste Vorlaufzeit. Im Endlauf gewannen Missy Franklin, Jessica Hardy, Dana Vollmer und Megan Romano mit fast zwei Sekunden Vorsprung vor den Australierinnen und waren dabei fünf Sekunden schneller als ihre Landsfrauen im Vorlauf. Im Jahr darauf nahm Donahue an den Pan Pacific Swimming Championships in Gold Coast teil und wurde Sechste über 100 Meter Schmetterling. Bei den Kurzbahnweltmeisterschaften 2014 in Doha schied Donahue über 50 Meter und über 100 Meter Schmetterling jeweils im Halbfinale aus. Die 4-mal-50-Meter-Lagenstaffel mit Felicia Lee, Emma Reaney, Claire Donahue und Natalie Coughlin gewann die Silbermedaille hinter den Däninnen. 2015 schied Donahue bei den Weltmeisterschaften in Kasan sowohl über 50 Meter Schmetterling als auch über 100 Meter Schmetterling im Vorlauf aus. Danach konnte sie sich nicht mehr für die Teilnahme an internationalen Meisterschaften qualifizieren und beendete 2017 ihre Karriere.